# Lejdi Liçaj
Lejdi Liçaj (ur. 19 stycznia 1987 we Wlorze) – albański piłkarz.